# Steuerbetragselastizität
Die Steuerbetragselastizität (oder Aufkommenselastizität) {\displaystyle \varepsilon } gibt in der Finanzwissenschaft an, um wie viel Prozent sich der Steuerbetrag ändert, wenn die Steuerbemessungsgrundlage um ein Prozent steigt.
Sie ist das Verhältnis der relativen Veränderung des Steuerbetrages {\displaystyle S=S(B)} bei einer relativen Veränderung der Steuerbemessungsgrundlage {\displaystyle B}:
{\displaystyle \varepsilon ={\frac {\frac {\mathrm {d} S}{\mathrm {d} B}}{\frac {S}{B}}}={\frac {\mathrm {d} S}{\mathrm {d} B}}\cdot {\frac {B}{S}}}.
Das entspricht auch dem Quotienten aus Grenzsteuersatz und Durchschnittssteuersatz
{\displaystyle \varepsilon ={\frac {S'(B)}{{\bar {s}}(B)}}={\frac {\text{Grenzsteuersatz}}{\text{Durchschnittssteuersatz}}}}
Ein Tarif ist
- aufkommenselastisch, wenn {\displaystyle \varepsilon >1}
- aufkommensunelastisch, wenn {\displaystyle \varepsilon <1}

Progressive Tarife sind elastisch, weil hier der Grenzsteuersatz größer als der Durchschnittsteuersatz ist. Regressive Tarife sind unelastisch.